# Serguéi Chépikov
Serguéi Vladímirovich Chépikov –en ruso, Сергей Владимирович Чепиков– (Jor, 30 de enero de 1967) es un deportista ruso que compitió en biatlón y esquí de fondo. Casado con la también biatleta Yelena Mélnikova.
Participó en seis Juegos Olímpicos de Invierno, entre los años 1988 y 2006, obteniendo en total seis medallas: oro y bronce en Calgary 1988, plata en Albertville 1992, oro y plata en Lillehammer 1994 y plata en Turín 2006. Ganó 14 medallas en el Campeonato Mundial de Biatlón entre los años 1989 y 2006.

## Palmarés internacional
| Representando a la URSS           |                       |                   |              |
| Juegos Olímpicos                  |                       |                   |              |
| Año                               | Lugar                 | Medalla           | Prueba       |
| 1988                              | Calgary (Canadá)      | Medalla de oro    | Relevos      |
| 1988                              | Calgary (Canadá)      | Medalla de bronce | Velocidad    |
| Campeonato Mundial                |                       |                   |              |
| Año                               | Lugar                 | Medalla           | Prueba       |
| 1989                              | Feistritz (Austria)   | Medalla de oro    | Equipo       |
| 1989                              | Feistritz (Austria)   | Medalla de plata  | Relevos      |
| 1990                              | Minsk (URSS)          | Medalla de plata  | Individual   |
| 1990                              | Oslo (Noruega)        | Medalla de bronce | Velocidad    |
| 1991                              | Lahti (Finlandia)     | Medalla de plata  | Relevos      |
| 1991                              | Lahti (Finlandia)     | Medalla de bronce | Equipo       |
| Representando al Equipo Unificado |                       |                   |              |
| Juegos Olímpicos                  |                       |                   |              |
| Año                               | Lugar                 | Medalla           | Prueba       |
| 1992                              | Albertville (Francia) | Medalla de plata  | Relevos      |
| Representando a Rusia             |                       |                   |              |
| Juegos Olímpicos                  |                       |                   |              |
| Año                               | Lugar                 | Medalla           | Prueba       |
| 1994                              | Lillehammer (Noruega) | Medalla de oro    | Velocidad    |
| 1994                              | Lillehammer (Noruega) | Medalla de plata  | Relevos      |
| 2006                              | Turín (Italia)        | Medalla de plata  | Relevos      |
| Campeonato Mundial                |                       |                   |              |
| Año                               | Lugar                 | Medalla           | Prueba       |
| 1993                              | Borovets (Bulgaria)   | Medalla de plata  | Relevos      |
| 1993                              | Borovets (Bulgaria)   | Medalla de plata  | Equipo       |
| 1993                              | Borovets (Bulgaria)   | Medalla de bronce | Individual   |
| 2003                              | Janty-Mansisk (Rusia) | Medalla de plata  | Relevos      |
| 2005                              | Hochfilzen (Austria)  | Medalla de plata  | Persecución  |
| 2005                              | Hochfilzen (Austria)  | Medalla de plata  | Relevos      |
| 2005                              | Janty-Mansisk (Rusia) | Medalla de plata  | Relevo mixto |
| 2006                              | Pokljuka (Eslovenia)  | Medalla de oro    | Relevo mixto |